# جوش إرنست
جوش إرنست (بالإنجليزية: Josh Earnest)‏ مواليد 22 يناير 1975 في ميزوري، الولايات المتحدة، هو السكرتير الصحفي للبيت الأبيض سابقا وترتيبه الـ 30 بين من شغلو المنصب. في 30 مايو 2014 أعلن الرئيس باراك أوباما أن إرسنت سوف يخلف جاي كارني كسكرتير صحفي للبيت الأبيض. تخرج من جامعة رايس في سنة 1997 حيث تخصص في العلوم السياسية.